# Zimányi Vera
Zimányi Vera, született Mráz Vera (Budapest, 1930. január 25. – Budapest, 2021. április 20.) magyar történész; a PPKE BTK alapító tagja, egyetemi tanára. Harminc éven át volt a BTK Történettudományi Intézet munkatársa.

## Életpályája
Tanulmányait az egykori állami Pázmány Péter Tudományegyetemen kezdte meg  történelem-angol, majd levéltár szakon, végül az Eötvös Loránd Tudományegyetemen fejezte be. Ezután az Országos Levéltárba került. Rábízták a herceg Batthyány családnak a szovjet megszállás által  szétdúlt és súlyosan negsérült körmendi családi levéltárának újrarendezését. A munka következtében Zimányi Vera a Batthyány anyag legfőbb szakértője lett. 
Életének 92. évében, 2021. április 20-án hunyt el.

## Művei
- Zimányi Vera: Bibliográfiai áttekintés a külföldi ár- és bértörténeti kutatásokról. Világtörténet 4, 1964, 54—67.
- Zimányi Vera: A XVII. századi gazdasági és társadalmi regresszió néhány aspektusa. Történelmi Szemle 1973, 16/1-2
- Zimányi Vera: A rohonc-szalonaki uradalom és jobbágysága a 16–17. században. Budapest, Akadémia Kiadó, 1968.
- Zimányi Vera: Magyarország az európai gazdaságban 1600–1650. Budapest, Akadémiai Kiadó, 1976.
- Zimányi Vera: Lepanto, 1571. Budapest, Athenaeum, Móra Kiadó, 1983.
- Zimányi Vera–Hegyi Klára: Az oszmán birodalom Európában. Budapest, Corvina Kiadó, 1986.
- Zimányi Vera–Dányi Dezső: Soproni árak és bérek a középkortól 1750-ig. Budapest, Akadémiai Kiadó, 1989.